# Oliveira do Hospital
Oliveira do Hospital is een stadje en gemeente in het Portugese district Coimbra.
De gemeente heeft een totale oppervlakte van 235 km² en telde 22.112 inwoners in 2001. Oliveira grenst in het noorden aan Nelas, in het oosten aan Seia, in het zuiden aan Arganil, in het westen aan Tábua en in het noordwesten aan Carregal do Sal.

## Geboren
- Carlos Jorge Neto Martins (29 april 1982), voetballer

## Plaatsen in de gemeente
De gemeente is onderverdeeld in 21 freguesia's:
- Aldeia das Dez
- Alvoco das Várzeas
- Avô
- Bobadela
- Ervedal
- Lagares da Beira
- Lagos da Beira
- Lajeosa
- Lourosa
- Meruge
- Nogueira do Cravo
- Oliveira do Hospital
- Penalva de Alva
- Santa Ovaia
- São Gião
- São Paio de Gramaços
- São Sebastião da Feira
- Seixo da Beira
- Travanca de Lagos
- Vila Franca da Beira
- Vila Pouca da Beira

Het dorp Vila Pouca da Beira in de gemeente was de woonplaats van de Nederlandse schrijver Gerrit Komrij.